# 852
852 (DCCCLII) var ett skottår som började en fredag i den julianska kalendern.

## Händelser

### Okänt datum
- Boris I blir khan av Bulgarien.
- Muhammad I efterträder Abd ar-Rahman II som emir av Córdoba.
- Ansgar besöker Birka för andra gången.

## Födda
- Odo, kung av Västfrankiska riket 888–898 (född efter detta år)
- Ealhswith, drottning av Wessex 871–899 (gift med Alfred den store) (född omkring detta år)

## Avlidna
- Abd ar-Rahman II, emir av Córdoba